# Dalsbotjärnarna
Dalsbotjärnarna är en sjö i Ånge kommun i Medelpad och ingår i Ljungans huvudavrinningsområde. Sjöns area är 0,043 kvadratkilometer och den är belägen 325 meter över havet.